# Of Wars in Osyrhia
Of Wars in Osyrhia è il primo album in studio del gruppo musicale symphonic power metal francese Fairyland pubblicato nel 2003 dalla N.T.S.. Nel 2006 è stato ristampato con una copertina dai colori più chiari.

## Tracce
1. And So Came the Storm (Strumentale) – 1:25
2. Ride with the Sun – 4:54
3. Doryan the Enlightened – 5:44
4. The Storyteller – 3:47
5. Fight for Your King – 5:44
6. On the Path to Fury – 5:37
7. Rebirth – 4:30
8. The Fellowship – 6:24
9. A Dark Omen – 5:57
10. The Army of the White Mountains (Strumentale) – 6:00
11. Of Wars in Osyrhia – 10:51
12. Guardian Stones (Japanese bonus track) - 4:13

## Formazione
- Elisa C. Martin - Voce
- Philippe Giordana - Tastiere
- Willdric Lievin - Chitarra,basso e batteria
- Anthony Parker - Chitarra